# Манастир Каона
Манастир Каона припада Епархији шабачкој Српске православне цркве. Налази се у Посавотамнави, у општини Владимирци, у атару истоименог села. Манастир представља непокретно културно добро као споменик културе.

## Предање о настанку
Манастир је настао је у 14. веку, а прва црква саграђена на овом месту датира из друге половине 11. века. Према народном предању ова светиња задужбина Иконије, сестре Милоша Обилића. Предање каже да су две Милошеве сестре, Иконија и Вида, пратиле брата на Косово. Кад су стигле до „Равне ливаде“ (изнад садашње манастирске цркве), Иконија оде да донесе брату воде, и враћајући се, рече му: „О мој брате, што добра коња видех, још да је седло према њему“. (У народу се под добрим коњем подразумева место где би се могла црква саградити).
„Благо имамо, сестро“, одговори Милош, „па му начини седло, а кад се ја вратим са Косова, помоћи ћу ти и ја.“
Милош се није вратио. Иконија је саградила Каону, а Вида манастир у Видојевици.

## Историјат и изглед
У Првом српском устанку, манастир Каона је имао видног удела. Калуђери су учествовали у борбама, а манастирски конак је био претворен у болницу. С обзиром да је у цркви била смештена муниција за западно војиште, богослужење се обављало у једној соби конака, која је претворена у капелу и посвећена Успенију Пресвете Богородице.
Садашња манастирска црква, посвећена Светом Архангелу Михаилу, подигнута је у византијском стилу, на темељима старе цркве 1892. године. Зидана је циглом на каменом темељу, у који су узидани сви споменици са монашког гробља које се налазило у манастирској порти.
Манастирски звоник удаљен је двадесетак метара од садашње цркве. Претпоставља се да су се до 1911. године, када је звоник подигнут, звона налазила у кубету цркве, изнад западних врата. Свакога јутра и вечери три звона различите величине, позивају богослужитеље на молитву и духовно узрастање у Господу.
У Првом светском рату запаљена је црквена архива и однета су два звона, а црква је много страдала. После Другог светског рата (у коме је манастир био нека врста прихватилишта), црква је била у лошем стању, а законом о аграрној реформи одузето је 120 хектара манастирске земље.
Велика обнова ове светиње почела је постављањем оца Теофила за старешину манастира 1962. године. Овај велики духовник био је и вођа богомољачког покрета у епархији шабачко - ваљевској.
29. августа 1992. године прослављена су два јубилеја: 600 година манастира и стогодишњица садашње манастирске цркве. Свету архијерејску Литургију служио је Његова Светост Патријарх Српски Господин Павле са два Архијереја, свештенством и свештеномонаштвом.
Велику улогу у обнови и уређењу манастира имао је такође његов игуман Милутин, који је 2003. године постао владика аустралијско-новозеландски, а 2006. године (када је дошло до поделе епархије шабачко-ваљевске на епархију шабачку и епархију ваљевску) владика ваљевски. После Милутина Кнежевића, старешина манастира је био Арсеније Цветковић (1953-2013) који је погинуо у саобраћају октобра 2013. године.
У манастиру Каона се, као велика светиња, чува делић моштију Преподобне мајке Параскеве.

## Старешине манастира
- Теофило Станимировић игуман манастира, (1962—1995)[3]
- Милутин Кнежевић игуман                            манастира, (1995—2003)[4]
- Арсеније Цветковић игуман                          манастира, (2003—2013)[5]
- Филимон Зековић игуман                             манастира, (2013—данас)[6]